# California 37
| Recensione         | Giudizio     |
| ------------------ | ------------ |
| AllMusic           | [ 4 ]        |
| BBC                | Contrastante |
| Billboard          | 75/100       |
| Jam!               | [ 7 ]        |
| Metacritic         | 53/100       |
| The New York Times | Contrastante |
| Northwest Herald   | Positivo     |
| Rolling Stone      | [ 11 ]       |
| Sputnikmusic       | [ 12 ]       |
| Usa Today          | [ 13 ]       |

California 37 è il sesto album-studio della band pop-rock Train. L'album è stato pubblicato il 13 aprile 2012 dalla Columbia Records. È stato preceduto dal singolo Drive By il 10 gennaio 2012.

## Tracce
1. This'll Be My Year – 3:30 (Pat Monahan, Butch Walker, Sam Hollander, Dave Katz)
2. Drive By – 3:16 (Monahan, Espen Lind, Amund Bjørklund)
3. Feels Good at First – 3:02 (Monahan, Allen Shamblin)
4. Bruises (featuring Ashley Monroe) – 3:52 (Monahan, Lind, Bjørklund)
5. 50 Ways to Say Goodbye – 4:08 (Monahan, Lind, Bjørklund)
6. You Can Finally Meet My Mom – 4:40 (Monahan, Jerry Becker)
7. Sing Together – 3:26 (Monahan, Lind, Bjørklund)
8. Mermaid – 3:17 (Monahan, Lind, Bjørklund, Tor Erik Hermansen, Mikkel Eriksen)
9. California 37 – 2:13 (Monahan, Gregg Wattenberg, Diji Parq)
10. We Were Made for This – 4:04 (Monahan, Walker)
11. When the Fog Rolls In – 4:22 (Monahan, Wattenberg)

Bonus Track (Edizione Standard)
1. To Be Loved – 3:41 (Monahan, David Hodges)

Bonus Track (Deluxe Edition)
1. To Be Loved – 3:41 (Monahan, David Hodges)
2. Bruises (featuring Marilou) (English Version) – 3:51 (Monahan, Lind, Bjørklund)
3. Bruises (featuring Marilou) (French Version) – 3:51 (Monahan, Lind, Bjørklund)
4. This'll Be My Year (Live from San Francisco) – 3:38 (Monahan, Walker, Hollander, Katz)
5. Save Me, San Francisco (Live from San Francisco) – 4:46 (Monahan, Hollander, Katz)
6. Drops of Jupiter (Live from San Francisco) – 5:18 (Charlie Colin, Jimmy Stafford, Pat Monahan, Rob Hotchkiss e Scott Underwood)

Bonus Track (Mermaids of Alcatraz Tour Edition)
1. Imagine – 3:09 (John Lennon)
2. To Be Loved – 3:41 (Monahan, David Hodges)
3. Futon – 4:17 (Monahan)
4. Drive By (Live from San Francisco) – 4:14 (Monahan, Lind, Bjørklund)
5. This'll Be My Year (Live from San Francisco) – 3:40 (Monahan, Walker, Hollander, Katz)
6. When the Fog Rolls In (Live from San Francisco) – 4:03 (Monahan, Wattenberg)

## Background
I Train hanno registrato l'album a San Francisco e Los Angeles con Butch Walker ed Espionage, e Pat Monahan ha affermato che la maggior parte delle canzoni sono state scritte mentre il gruppo era in tour. Monahan ha spiegato a Billboard: 
()

Ha poi affermato riguardo al disco: 
()

Riguardo al cambiamento degli ultimi due album, soprattutto di California 37, rispetto ai primi album della band, il cantante ha spiegato: 
()

Sempre a Billboard, Monahan ha dichiarato, riguardo al singolo "Drive By": 
()

## Pubblicazioni

### Singoli
- Drive By è stato scelto come singolo di lancio per California 37. Uscito il 10 gennaio 2012[16], ha raggiunto il decimo posto nella Billboard Hot 100[17] ricevendo le certificazioni Platinum in Australia[18] e Nuova Zelanda[19]. Un video musicale della canzone è stato caricato per la prima volta su YouTube il 15 febbraio 2012[20].
- Feels Good at First è stato pubblicato come singolo promozionale il 21 marzo 2012 esclusivamente su iTunes come bonus per coloro che avrebbero ordinato in anticipo l'album California 37[21], allo stesso modo della pubblicazione iniziale dei Coldplay di Paradise.
- 50 Ways to Say Goodbye è stato pubblicato l'11 giugno 2012 come secondo singolo dell'album.
- Bruises è stato pubblicato come terzo singolo il 9 novembre 2012, lo stesso giorno in cui è stato presentato il relativo video musicale.
- Mermaid è stato pubblicato come quarto singolo l'11 dicembre 2012.

## Critica
California 37 ha ricevuto recensioni generalmente contrastanti dalla critica musicale sin dalla sua pubblicazione. Su Metacritic l'album ha ricevuto un punteggio medio di 53 basato su 6 recensioni, che indica "recensioni contrastanti o nella media".

## Successo commerciale
L'album ha debuttato alla numero 10 nella Official Albums Chart della Official Charts Company nel Regno Unito, vendendo 7 809 copie. È il loro album ad aver raggiunto la posizione più alta in classifica da Drops of Jupiter, che raggiunse la posizione numero 8 nel 2001. Negli Stati Uniti, California 37 ha debuttato alla posizione numero 4 nella Billboard 200 con un numero di 76 000 copie vendute nella prima settimana di vendita. È al quarto posto nella top 10 degli album ed è, tra i loro album, quello che ha raggiunto la più alta posizione in classifica negli Stati Uniti.

## Classifiche
| Classifica (2012)                      | Posizione più alta |
| -------------------------------------- | ------------------ |
| Australia (ARIA)                       | 14                 |
| Austria (Ö3 Austria Top 40)            | 22                 |
| Belgio (Ultratop 50, Fiandre)          | 103                |
| Belgio (Ultratop 40, Vallonia)         | 181                |
| Canada (Billboard Canadian Albums)     | 6                  |
| Danimarca (Tracklisten)                | 27                 |
| Francia (SNEP)                         | 114                |
| Germania (Media Control Charts)        | 25                 |
| Irlanda (IRMA)                         | 74                 |
| Italia (FIMI)                          | 39                 |
| Nuova Zelanda (RIANZ)                  | 17                 |
| Paesi Bassi (MegaCharts)               | 16                 |
| Regno Unito (Official Charts Company)  | 10                 |
| Scozia (Official Charts Company)       | 3                  |
| Stati Uniti (Billboard 200)            | 4                  |
| Stati Uniti (Billboard Rock Albums)    | 2                  |
| Stati Uniti (Billboard Digital Albums) | 2                  |
| Svizzera (Swiss Music Charts)          | 14                 |

| Classifica di fine anno (2013) | Posizione |
| ------------------------------ | --------- |
| Stati Uniti                    | 187       |

## Staff
Train
- Pat Monahan - voce
- Jimmy Stafford - chitarra
- Scott Underwood - batteria

Musicisti aggiungitivi
- Hector Maldonado - basso
- Jerry Becker - tastiera
- Espen Lind - chitarra nelle tracce 2, 4, 5 e 8, basso nelle tracce 2, 4, 5 e 8, tastiera nelle tracce 2, 4 e 5, sottofondo vocale nelle tracce 2, 5 e 8, programmazione nelle tracce 2, 5 e 8, weissenborn nella traccia 4, accordo nella traccia 4, ukulele nella traccia 7, armonium nella traccia 7
- Amund Bjorklund - programmazione nelle tracce 2, 4, 5 e 8
- Ashley Monroe - coro nella traccia 4
- Jorgen Malo - orchestrazione nella traccia 4
- Brad Magers - corni nella traccia 5
- The West Los Angeles Children's Choir - coro nella traccia 6
- Lisa Kim - violino e primo violino nella traccia 6
- Sharon Yamanda, Hyunju Lee, Kuan Cheng Lu, Anna Rabinova, Eva Burmeister, Suzanne Ornstein, Jenny Strenger, Quan Ge, Katherine Fong, Jooyoung Oh, Krzysztof Kuznik - violini nella traccia 6
- Robert Rinehart, Karen Dreyfus, Vivek Kamath, Shmuel Katz - viole nella traccia 6
- Alan Stepansky, Mina Smith, Wei Yu, Mary Wooten - violoncelli nella traccia 6
- John Patitucci, Kurt Muroki - bassi nella traccia 6
- Jake Sinclair - programmazione nella traccia 7
- Jeff Kievit - tromba nelle tracce 7 e 11
- Aaron Heick - sassofono contralto e oboe nelle tracce 7 e 11
- Tim Ries - sassofono tenore e clarinetto nelle tracce 7 e 11
- Birch Johnson - trombone nelle tracce 7 e 11
- Roger Rosenberg - sassofono baritono e fagotto nelle tracce 7 e 11
- George Flynn - trombone basso e tuba nelle tracce 7 e 11
- Lenny Skolnik - programmazione nella traccia 9
- Kathryn Tickell - Northumbrian pipes nella traccia 10

## Cronologia delle distribuzioni
| Stato       | Data           | Formato               | Etichetta                    |
| ----------- | -------------- | --------------------- | ---------------------------- |
| Australia   | 13 aprile 2012 | CD, download digitale | Columbia Records, Sony Music |
| Germania    | 13 aprile 2012 | CD, download digitale | Columbia Records, Sony Music |
| Irlanda     | 13 aprile 2012 | CD, download digitale | Columbia Records, Sony Music |
| Regno Unito | 15 aprile 2012 | CD, download digitale | Columbia Records, Sony Music |
| Stati Uniti | 17 aprile 2012 | CD, download digitale | Columbia Records, Sony Music |
| Stati Uniti | 8 maggio 2012  | LP                    | Columbia Records, Sony Music |